# ホッキョクグマ
ホッキョクグマ（北極熊、Ursus maritimus）は、哺乳綱食肉目クマ科クマ属に分類される食肉類で、北極圏の沿岸、島嶼、及び氷海などの水域に生息する。

## 分布
北アメリカ大陸北部、ユーラシア大陸北部、北極圏に分布する。模式産地はスピッツベルゲン島である。

## 形態

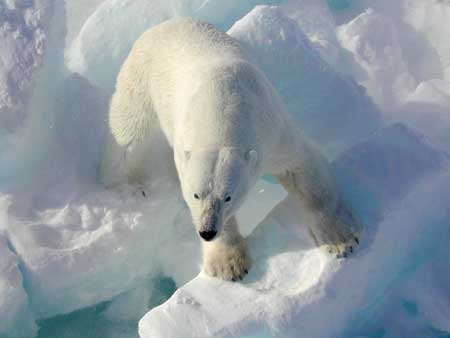
ホッキョクグマは北極の生活のために体を進化させた。保温性の高い毛皮、分厚い脂肪、短い足は、寒冷な気候への適応である。

体長 オス：200–250 cm、メス：180–200 cm。体重 オス：340–658 kg、メス：150–250 kg。オスの平均体重は385–410 kg。ボーフォート海出身のオスは平均450 kgになる。メスは妊娠時500kgに達する場合もある。地球温暖化の影響で小型化が進んでおり、1984年から2009年までの25年間で、オスの平均体重が45 kg、メスの平均体重が31 kg減少した。ホッキョクグマはクマ科最大の種の一つだがヒグマの中でもコディアックヒグマはホッキョクグマと同等のサイズを持つ。
他種のクマと比較すると頭部は小さいが、長い頸部を持つ。体は大きくても耳が小さいため体勢は寒冷地に適応している。これは泳ぐ際に水の抵抗を減らすと共に、水面に顔を出して呼吸し易くするために進化したからである。足裏の肉球を除いた全身が体毛で被われている。夏季は日光などにより、毛衣が黄がかる個体もいる。前述の長い首や流線型で小さな頭は遊泳への適応結果とされ、何時間も氷海を泳ぐことができる。また流氷に乗って長距離移動することもある。クマの中では視力は良いほうである。
動物園などに飼育されている個体の場合、体毛の空洞に汚れが入り込むことで黄色っぽく変色したり、ときには空洞内に藻が発生し緑みがかかった色になってしまうことがある。この状態を俗に「ミドリグマ」ともいう。
出産直後の幼獣は、体重約0.6 kgである。なおホッキョクグマの出産は巣穴の中の出来事であり調査例は少ないが、人工飼育下での出産の例として愛媛県立とべ動物園で飼育されているピースの出生時体重は 0.680 kg、同時期の2000年2月3日にアドベンチャーワールドで出産があったホッキョクグマの子は 0.638 kgだったことが報告されている。

### 体毛と体温調節
全身が白い体毛に覆われているように見えるため、シロクマ（白熊）とも呼ばれる。多くの哺乳類の体毛がたとえ白色であっても光を透過しないのに対し、ホッキョクグマの体毛は光を透過し、内部が空洞になった特殊な構造のために、散乱光によって白く輝いて見える。ホッキョクグマの透明の体毛は陽光の通過を妨げず、奥にある皮膚にまで届き熱をもたらす。
もたらされた熱はぶ厚い脂肪層と体毛に保護され、容易に失われることはない。それに加え体毛内の空洞も蓄熱の役割を果たすという巧みな保温機構を成立させている。体温がほとんど外に逃げないため、体から輻射される赤外線の量が非常に少ない。この特性から、赤外線カメラによる空中撮影の際は雪の反射光に遮られるため、ほぼその姿を捉えられないことが知られている。

## 分類
ホッキョクグマは、分岐分類学的にヒグマに極めて近い位置にある。ホッキョクグマとヒグマは、氷期だった約15万2,000年前に共通の祖先から枝分かれした。そのため互いに交配し、生殖能力のある子孫を残せることが判明しており、野生下でも稀にこのような個体の存在が確認されている。このためヒグマとホッキョクグマの生殖的隔離は不完全となっている。昨今では温暖化の影響もあり、北上してきたヒグマと陸地に上がってきたホッキョクグマの生息域が重なり「ハイブリッド」と呼ばれるヒグマとホッキョクグマの交雑種が確認されている。ハイブリッドは体毛はホッキョクグマのように白いが、盛り上がった肩と土を掘るための湾曲した長い爪などヒグマの特徴を強く受け継いでいる。
2004年（平成16年）、アイスランドの地質学者が、ノルウェー・スバールバル諸島の地層からホッキョクグマのあご骨と犬歯を発見。ペンシルベニア州立大学などの欧米の研究チームは化石に残された遺伝子と、米アラスカ州に生息するホッキョクグマ2頭とヒグマ4頭の遺伝子を比較解析した。その結果、氷期だった約15万2000年前にヒグマとホッキョクグマの共通の祖先から枝分かれし、最後の間氷期が始まる直前の約13万4,000年前には現在のホッキョクグマに近い形で存在していたことが判明している。

## 絶滅の危惧
現在の生息数は推定2万6千頭である。2020年7月20日、イギリスの科学誌ネイチャー・クライメート・チェンジに「気候変動によりホッキョクグマが2100年までにほぼ絶滅する」とする論文が発表された。 論文によると、北極圏の温暖化による海氷の減少によりホッキョクグマが餌のアザラシを狩れる時間が減る末、 悪循環に陥っている地域もある。体重が減ることによって、餌がない期間を生き残れる可能性が低くなるという。ホッキョクグマが絶滅の危機にあることは長く理解されてきたが、絶滅までの期間を特定した研究は当研究が初となる。

### 気候変動の影響
現在、ホッキョクグマとヒグマの祖先のその後の環境について、次のように推測されている。
間氷期の始まる前の時期は寒く、15万年前は現在よりも9–10度気温が低く、間氷期が始まると温度が上昇し、間氷期の中で最も暖かかった約12万年前には、極地の気温は現在より3-5度高かった。その後温度は上下を繰り返しながら全体的に下がっていった。約1万年前に終わった氷期では8-10度低かったと推定されている。その後、温度は上昇し現在に至る。
結果として約15万年前からホッキョクグマの祖先は、温度の急激な変化を何度も乗り越えてきたことが判明している。このため、ホッキョクグマが地球温暖化に対してどこまで適応できるのか、関心が高まっている。
しかし研究によると、北極圏における海氷の減少に伴い、比較的南方に棲む群から生息数の減少が観測されており、このまま地球温暖化が進行すると北極圏全体の個体が危機に晒されるだろうと警告されている。また、仮に生息地が南下したとしても、ヒグマなどとの競争に弱いと見られ、絶滅の危険性が指摘されている。村にまで集団南下した例がある。
なお、「ホッキョクグマは増加している」という言説が気候変動懐疑論者から気候変動の脅威が誇張されている証拠としてたびたび発信されるが、これは誤解を招くと判定されている。

## 生態

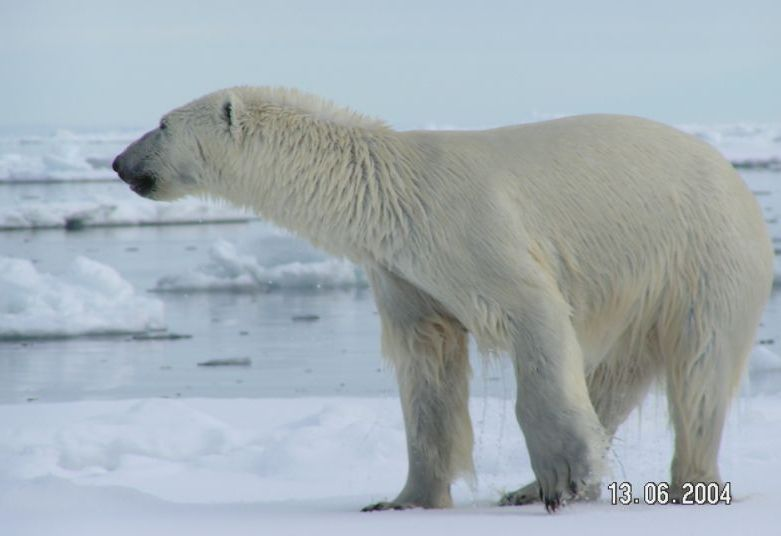
スヴァールバル諸島・スピッツベルゲン島のホッキョクグマ

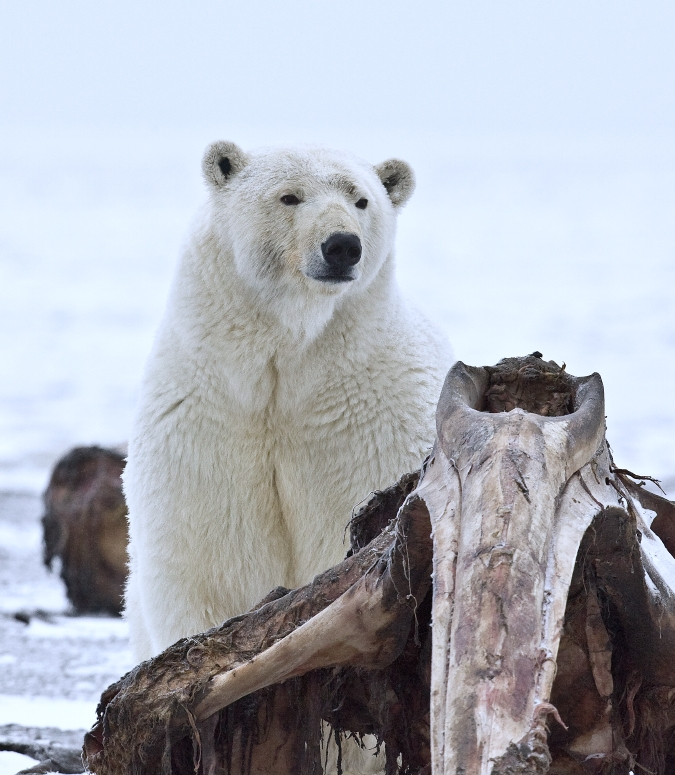
クジラの死骸に近寄るホッキョクグマ

流氷水域、海岸などに生息する。冬季には流氷の南下に伴い南へ、夏季には北へ移動する。1日あたり70 kmを移動することもあり、年あたり1,120 kmの距離を移動した例もある。そのため、生涯に亘って一度も大地を踏まずに氷上で過ごす個体もいる。地域によっては、夏季に風通しの良い場所に直射日光や外敵から逃れるための巣穴を作る。秋季には嵐や雪を避けるために、同様の巣穴を利用することもある。流氷の間を数時間にわたって泳ぐことができ。6.5 km/h (3.51 kn)の速度で約65 km (35 nmi)の距離を泳ぐことができる。また陸上での走行は、短距離であれば最高40 km/hを出すことができる。
クマ科中では動物食傾向が強く、主にワモンアザラシを食べ、他にはアゴヒゲアザラシやズキンアザラシやタテゴトアザラシを食べる。ワモンアザラシは獲物の9割を占め、成体でも60kgほどでホッキョクグマより遥かに小さいが、主に狙うのは幼体である。アザラシだけでなく、より大型のセイウチに襲い掛かる映像も確認されている。ただしセイウチはホッキョクグマの倍以上の体躯（800 kg）と巨大な牙があり成体には返り討ちに遭うこともあり、70回襲って3回セイウチの幼体の死骸にありつける程度である。他にシロイルカやイッカク等の小型の鯨類やときには死骸等も食べ、夏季には鳥類や魚類、植物質、海藻も食べる。アザラシを捕食する際は、優れた嗅覚で匂いを察知し、氷を掘って巣穴にいる個体を襲う、氷上にある呼吸用の穴や流氷の縁で待ち伏せる、氷上にいる個体に忍び寄るなどの方法を取る。学習能力は高い。
繁殖形態は胎生で、3–6月に交尾を行う。受精卵の着床が遅延する期間も含めて、妊娠期間は195–265日で、メスは冬ごもりの巣穴の中で11月 - 翌1月に 1–4 頭の幼獣を産む。幼獣は生後28か月は母親と一緒に行動し、生後5–6年で性成熟する。生後21年で繁殖を行ったメスもいる。子供が巣穴から出るまで、母親は水分補給以外は絶食状態であり、絶食期間は最大8ヶ月とされる。野生での寿命は25–30年である。
400 kgの雄の個体の体重を維持するには1日に12,000キロカロリーを必要とし、これには1週間でアザラシ1頭の捕食を必要とする。
交尾相手のメスをめぐり、オス同士が争うこともある。ただしこの争いは相手の殺害が目的ではなく、威嚇を重視したものである。なお仔の2頭に1頭は生後1年以内に死亡することが多く、この中にはホッキョクグマのオスの成獣に捕食される個体も多い。このため子グマを連れたメスはオスを大変に恐れ、警戒する。
生息地帯において銃を持った人間以外脅威となるものはほとんど存在しないが、ごくまれに水中活動中にシャチ（サカマタ）に襲われる例が確認されている。また、ニシオンデンザメの胃からホッキョクグマの骨が発見されたこともある。海氷が激減してからは、必然的に泳がなければいけない距離が長くなり、以前よりシャチやサメに襲われる危険性が高まっている。ホッキョクグマに限らず、大型の海生動物の減少には、シャチやサメによる捕食が拍車をかけているという指摘もある。
ホッキョクグマは生息域で一部ヒグマ（ハイイログマ）と重複しており、獲物を巡って争うことがあり、この場合ヒグマがたいてい勝利を収める。ホッキョクグマの方が体が大きいがヒグマの方が気性が荒いためとされる。
ホッキョクグマとヒグマが獲物を争う観測された137の事例ではうち124回はホッキョクグマの逃走で終わった。
冬場にアザラシなどの獲物が捕獲可能なため、他の大型クマと違いホッキョクグマは冬眠をしない。例外として、妊娠したメスのみ巣穴にこもり出産および育児を行い、春先に仔を連れて巣穴を出る。逆に夏場はアザラシなどの海獣の狩りが不能になるため餌が不足するため、代謝を低下させつつ海藻や花などの植物までも食して飢えを凌ぐ。

### 道具の使用
大阪の天王寺動物園で飼育されているホッキョクグマのゴーゴ（オス）は、常用行動回避のために、動物園がゴーゴ用の遊び道具として置いてある棒やプラスチック製の筒を使って、ぶら下げてある餌の肉を落して食べる。ゴーゴは2009年（平成21年）9月頃からこのような行動をするようになった。カナダ環境省野生動物研究所のイアン・スターリングは「長年シロクマの観察を続けているが野生でも道具を使っているような例は見たことがない。非常に興味深い事例」と語り、また、北海道大学の坪田敏男は「クマは知能が高いとされているが、道具を使ってエサを取るというのは初めて聞いた」と語る。

## 人間との関係
気候変動による北極海の海氷の減少、海洋汚染や油田開発に伴う化学物質や原油の生物濃縮、温暖化に伴う他の生物からの感染症の伝搬などによる影響が懸念されている。

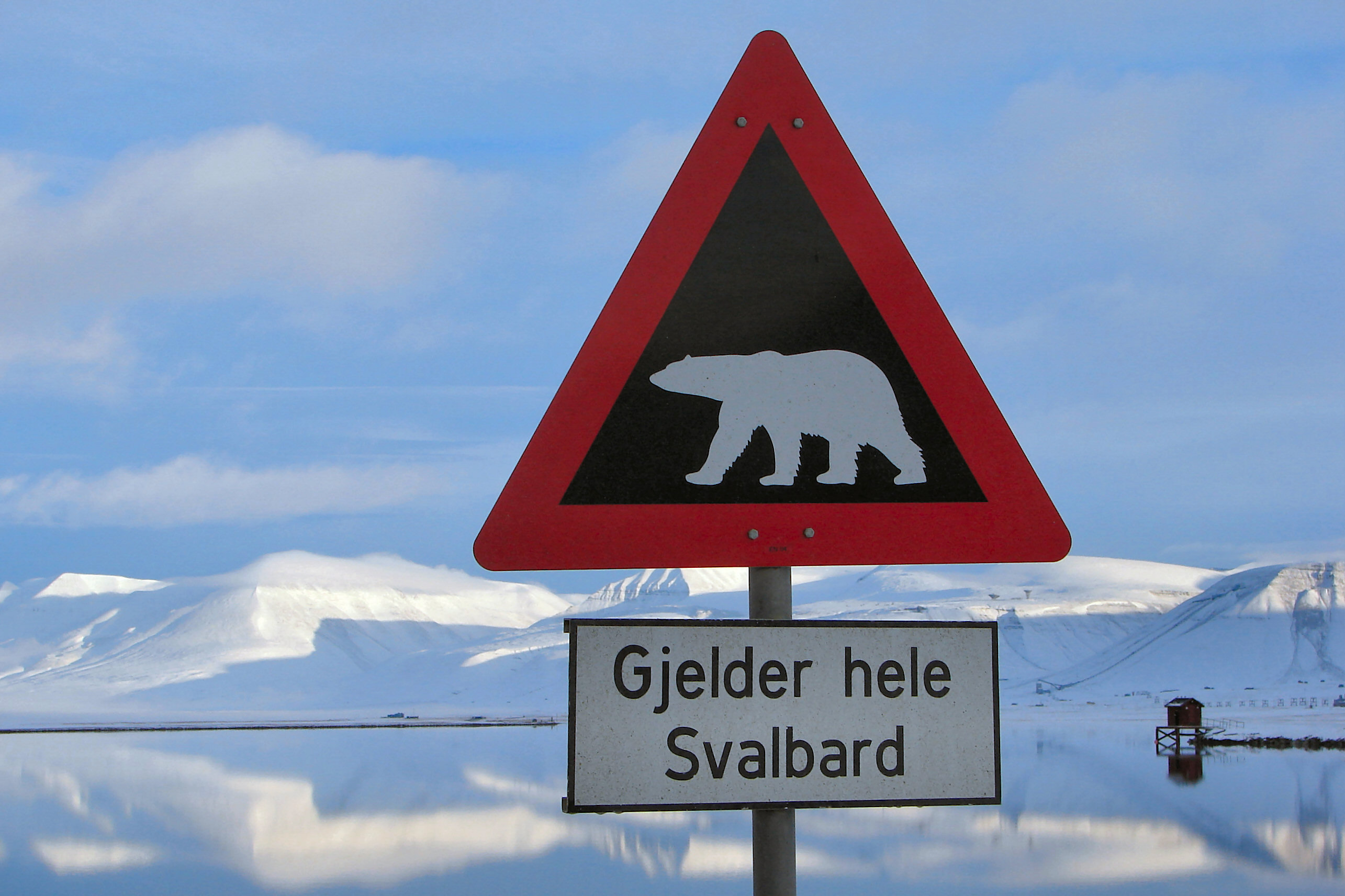
ホッキョクグマへの注意を促す看板（スヴァールバル諸島）
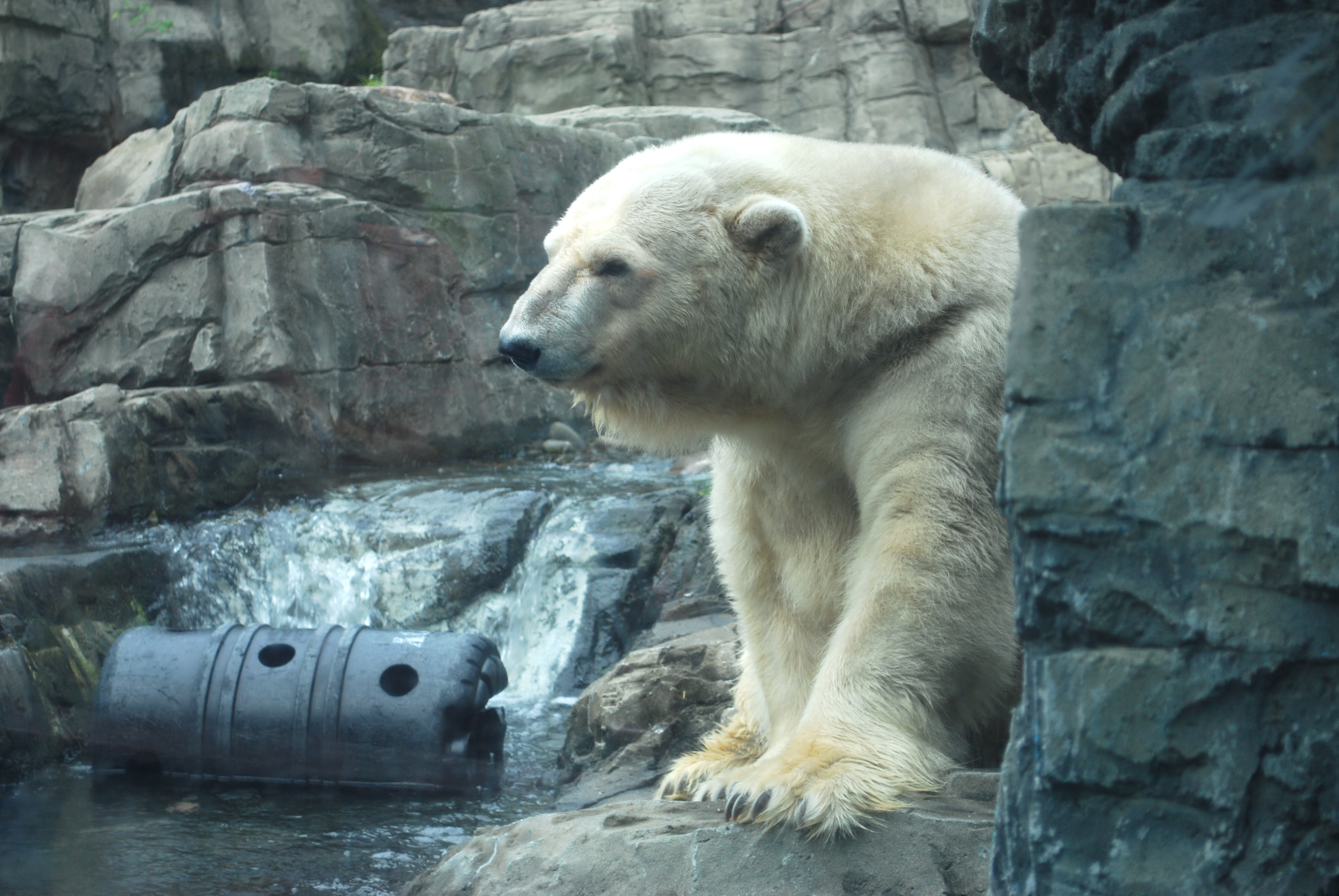
ホッキョクグマ（ニューヨーク州のセントラル・パーク動物園、2009年）
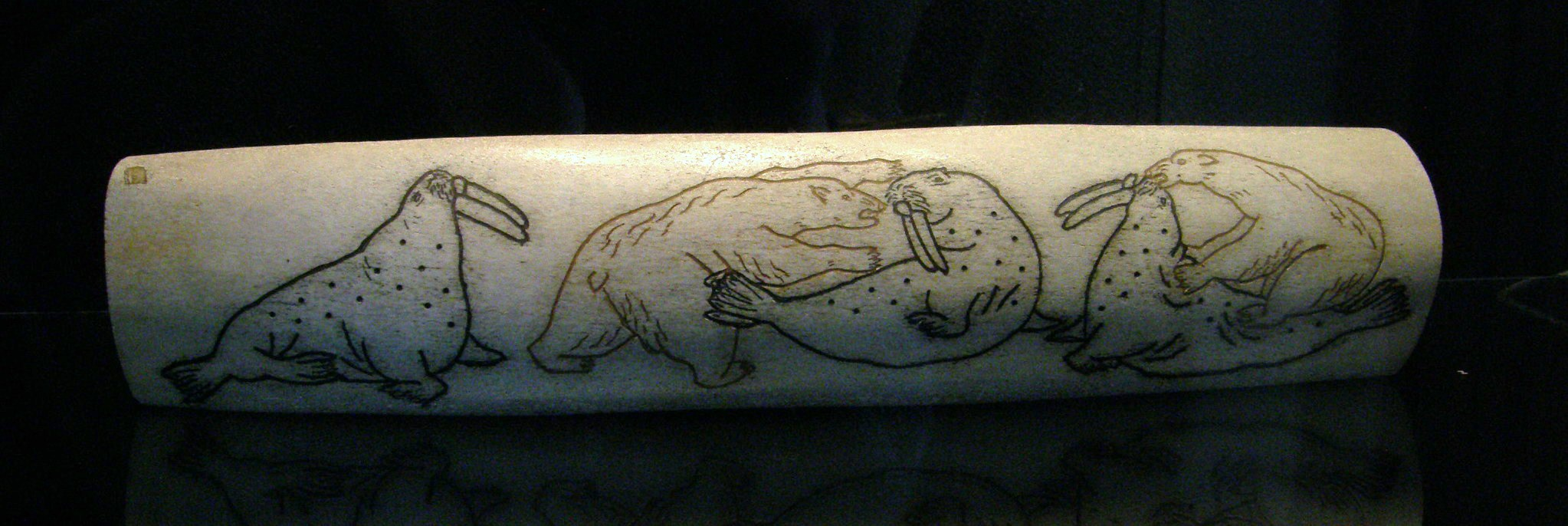
チュクチがセイウチの牙に描いた1940年代の絵。ホッキョクグマがセイウチを捕らえる場面。

### 飼育
飼育下での自然繁殖が難しいとされるホッキョクグマの自然繁殖に2000年以降、日本国内で成功しているのは札幌市円山動物園と秋田県立男鹿水族館と大阪市天王寺動物園のみである。
飼育下での繁殖は、一時的に生息域である北極圏と類似した環境を創り上げる必要があり、交尾後の雌には絶食期間に備えて牛脂など栄養価の高い給餌を行い、寝室も防音や遮光対策を施した上で、藁を敷き詰めた産室を構えて、飼育担当者は管理室から、暗視カメラや「笹鳴き」と呼ばれる子熊特有の泣き声を拾う集音マイクによる監視を行う。出産と子育ては暗く静かな環境が絶対条件であり、不適切な環境と雌が判断した場合は、育児放棄や子喰いが発生する場合がある。
1993年（平成5年）に恩賜上野動物園において死亡した個体「雪男」は34年9か月であった。愛媛県立とべ動物園では1999年12月に生まれた雌の「ピース」が人工哺育を受けた。母親に育児放棄され人工哺育された例として、ドイツのクヌート(2006–2011)がある。
飼育下では主に馬肉や魚類などを与えるほか、栄養バランスを考慮し、果物や野菜などの植物性の餌も使用される。恩賜上野動物園では、時折サケも与えられる。旭山動物園の場合、1日に与える馬肉は9 kg、オオナゴが2.5 kgである。

### 保護
ホッキョクグマ生息国（カナダ・アメリカ合衆国・ノルウェー・ロシア・デンマーク）により、1973年に「ホッキョクグマの保護に関する国際協定」が締結されており、定期的に会議が開かれている。
保護した仔を野生に戻す試みに、他の野生の子連れ母熊を里親にするというものがある。通常、母熊は仔をかぎ分け、よその仔を相手にしないが、保護した仔にヴィックスヴェポラッブを塗り、体臭をカモフラージュして近づけるという方法が、カナダで行われる。
アラスカの先住民族イヌピアトが捕鯨を行うときは、ホッキョクグマの餌が不足する時期でもあるため、解体したクジラの一部を浜辺に残しホッキョクグマの食糧とする。
カナダで危険だと判断されたり、問題を起こした個体は、ホッキョクグマ刑務所に一時収容され、野に返される前の調査では、体重測定、口元に入れ墨を入れ、歯を1本抜かれ、耳にタグが付けられる。

### 食用

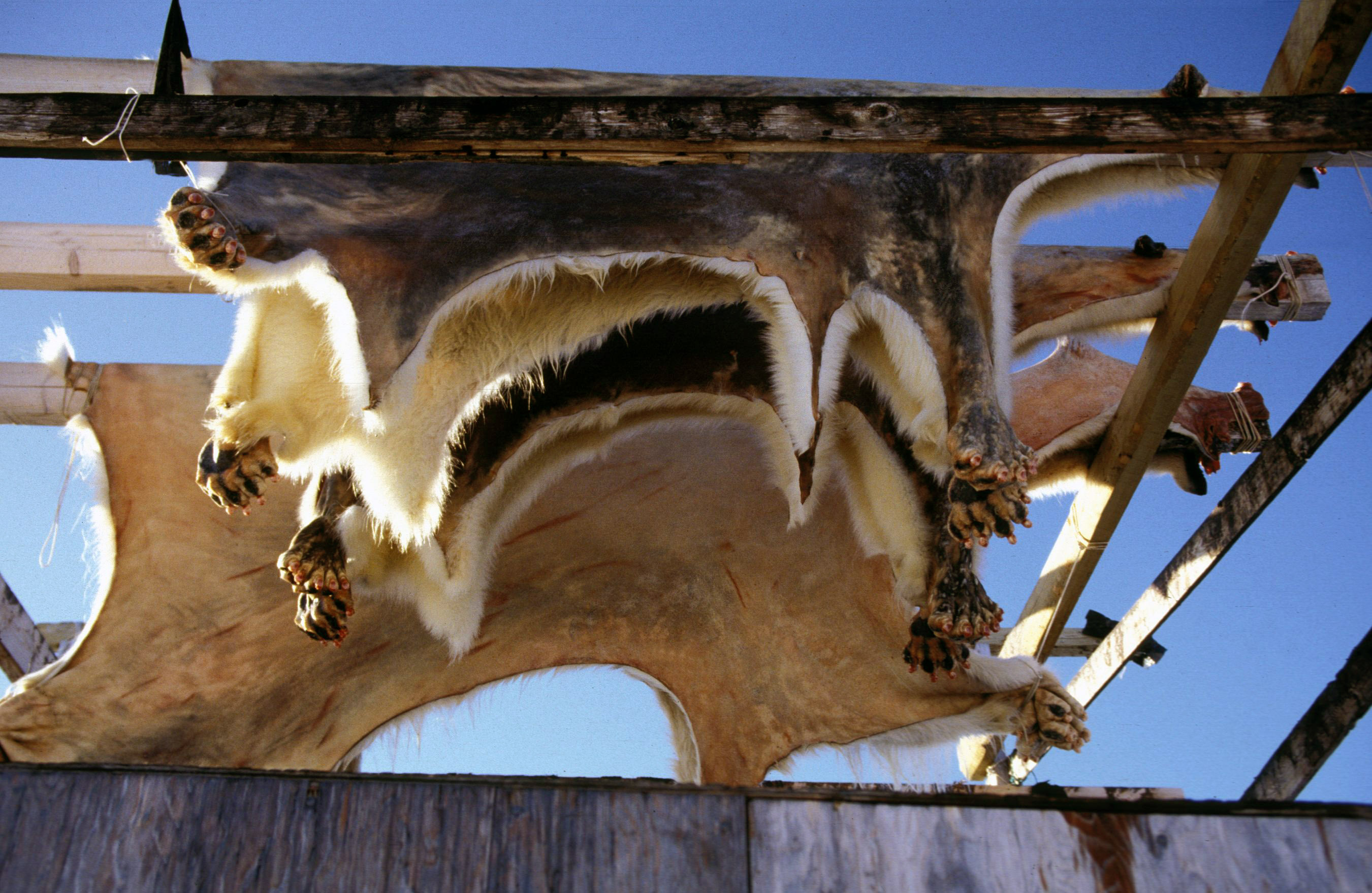
ホッキョクグマの皮（グリーンランド）

ホッキョクグマの肉は人間の食用となる。イヌイットたちは、ホッキョクグマを伝統的に食用としてきたほか、ヨーロッパの探検隊は、持ってきた食料が無くなった時などに、ホッキョクグマを捕食していた。
また、北極の気候にも耐えるホッキョクグマの毛皮は、非常に有用な防寒具であり、古来より人気があった。ホッキョクグマが保護されることにより、毛皮の価格は高騰している。
ホッキョクグマは肝臓に高濃度のビタミンAを含有しており、これを人間が口にすると死亡することもある。そのため、北極圏に住むイヌイットたちの間では、ホッキョクグマの肝臓は食べてはならないと伝えられている。また、彼らは、ソリ用のイヌにも食べさせない。ホッキョクグマの肉には旋毛虫などの寄生虫がたかっている場合が多く、米軍のサバイバルマニュアル等において、危険な食物として扱われている。サロモン・アウグスト・アンドレーは、ホッキョクグマの肉を生で食べたことにより、旋毛虫症に感染して死亡したとする説もある。

### 獣害
地球温暖化の影響もあり生息地が脅かされ、備蓄食料や生ごみを求め、人間の居住区域まで侵入することが増加し懸念されている。ちなみに南極でも北極と同じように生息できることが、ワシントン条約締結前の実験によって判明している。国によっては野生のホッキョクグマにえさを与えることを禁止していることがある。
2019年2月9日、- ロシア、ノヴァヤゼムリャ諸島ベルーシャ・グバでは、ホッキョクグマが市街地に頻繁に出没するようになったため非常事態宣言が発出されている。

### 狩猟
1972年にアメリカで制定された海洋哺乳類保護法 (Marine Mammal Protection Act) によって枯渇した種（depleted species）に入れられ、2008年に人為的な気候変動でアメリカの絶滅危惧種法（ESA）に基づく絶滅危惧種に指定され、同年に国際自然保護連合（IUCN）によってホッキョクグマは絶滅危惧種保護法 (Endangered Species Act)で保護すべき対象のリストに絶滅危惧種 (threatened species) としてレッドリストに入れられた。2012年にワシントン条約（CITES）で商業目的の国際取引を原則禁止する米国の提案は、投票により否決された。
カナダでは、非居住者に対しても約3万5千ドルを支払って合法的な形ホッキョクグマ狩りを合法的に認めており狩猟が行われている。イヌイットの伝統的狩猟は禁止されていないが、狩猟枠を観光客の商業狩猟として生計を立てている社会問題もある。ロシアでは、ソ連時代の1956年にホッキョクグマの狩猟が禁止され、2007年に一部チェクチ半島の原住民に狩猟枠を与えはしたものの、2011年には再び全面禁止としている。

### 和名と俗称
和名はホッキョクグマであるが、俗にシロクマと呼ばれることも多い。日本初のホッキョクグマは、1902年（明治35年）の恩賜上野動物園。この時、上野動物園では、新潟県で捕獲されたアルビノの白いツキノワグマを飼育しており、それを「シロクマ」と呼んでいた。そのため、北極の白いクマのほうには「ホッキョクグマ」という和名を付けたことが名の由来である。
なお、日本にかつて2頭流れ着いた記録があるが、国後島に白いヒグマの個体群が生息することが判明しており（「ヒグマ#分布」を参照）、その記録に関しては、上野で飼育されたようなアルビノの個体、あるいは国後島の白いヒグマであった可能性も指摘されている。
2008年（平成20年）には、2003年（平成15年）生まれで新庄剛志にあやかって「ツヨシ」と名づけられた、雄と思われていたホッキョクグマが、実際は雌であったことがDNA型鑑定により判明して話題を呼んだ。

### その他
心理学に「白熊効果」という言葉がある。「白熊のことを考えるな」と言われると、逆に白熊のことが思い出されるということ。

## 画像

チュクチ自治管区の紋章
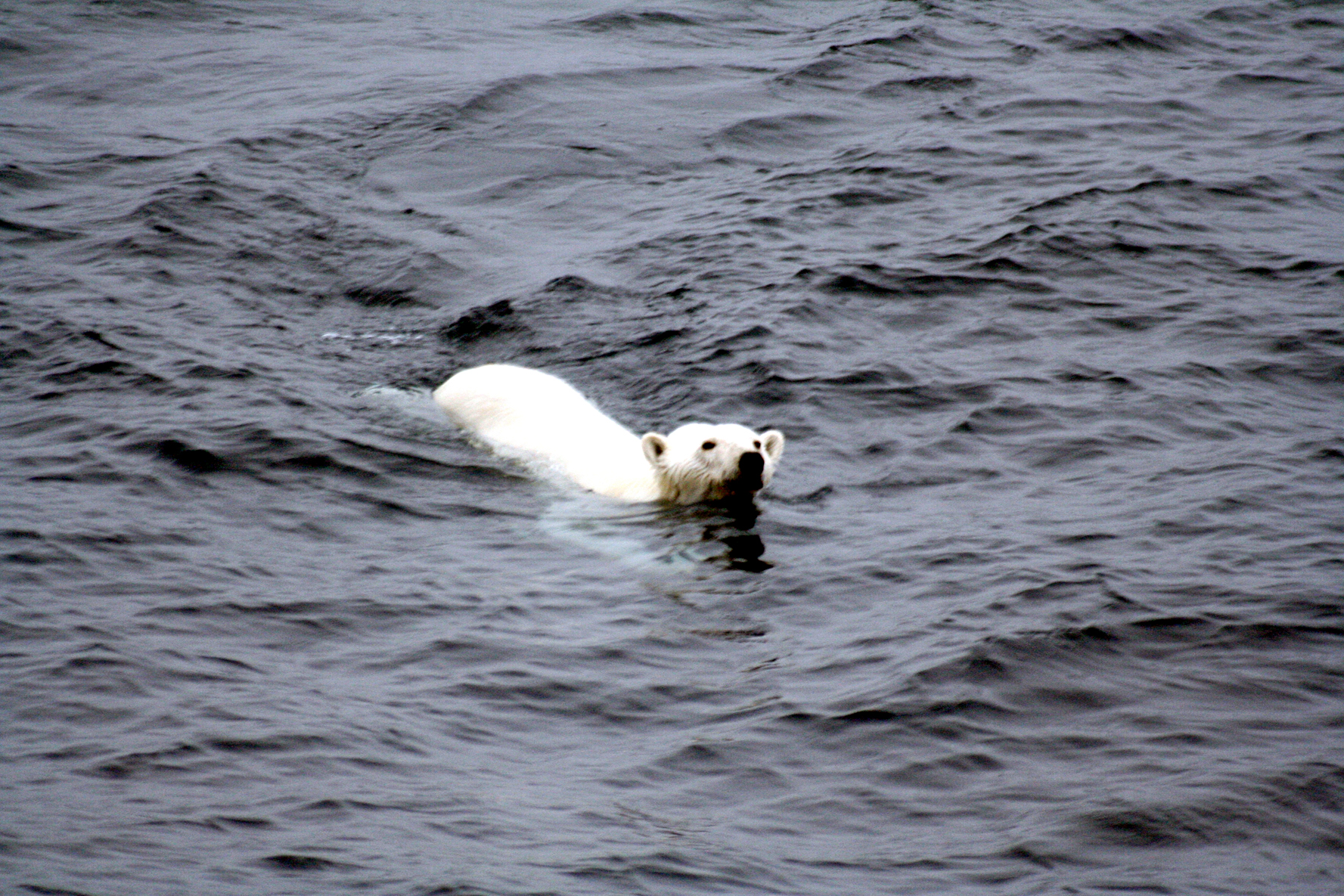
グリーンランド自治政府の紋章